# Ministri del bilancio della Francia
Questo è un elenco dei ministri del bilancio della Francia (in francese Ministres du Budget), talvolta chiamati ministri delegati al bilancio (Ministres délégué au Budget) o segretari di Stato per il bilancio (Secrétaire d'État au Budget) Il ministro del bilancio lavora a stretto contatto con il ministro dell'economia e delle finanze, poiché entrambi i ministri condividono lo stesso edificio per uffici a Bercy.
Dal 20 luglio 2023, Thomas Cazenave è ministro delegato responsabile dei conti pubblici presso il ministro dell'economia, delle finanze e della sovranità industriale e digitale, Bruno Le Maire, nei governi Borne e Attal.

## Ministro o segretario di Stato
La carica di segretario di Stato per il bilancio (o ministro delegato al bilancio) è presente nella maggior parte dei governi della Quinta Repubblica. È un ministro indipendente nei governi Barre III, Bérégovoy e Balladur, così come in tutti i governi a partire dal 2007, tranne dal 2012 al 2014 e dal 2016 al 2017.

## Attribuzioni
Il ministro è competente per:
- la preparazione ed esecuzione del bilancio;
- i tributi, fatte salve le competenze del Ministro dell'economia in materia di normativa tributaria e catastale;
- i dazi doganali;
- la gestione del bilancio e della contabilità pubblica e del settore;
- le pensioni e la gestione amministrativa e finanziaria del Fondo pensioni del pubblico impiego.

## Elenco

### Terza Repubblica
| Ministro                  | Mandato                             |
| ------------------------- | ----------------------------------- |
| Ernest Picard             | 4 settembre 1870 – 12 gennaio 1871  |
| Louis Buffet              | 19 febbraio 1871 – 25 febbraio 1871 |
| Augustin Pouyer-Quertier  | 25 febbraio 1871 – 23 aprile 1872   |
| Eugène de Goulard         | 23 aprile 1872 – 7 dicembre 1872    |
| Léon Say                  | 7 dicembre 1872 – 25 maggio 1873)   |
| Pierre Magne              | 25 maggio 1873 – 20 luglio 1874     |
| Pierre Mathieu-Bodet      | 20 luglio 1874 – 10 marzo 1875      |
| Léon Say                  | 10 marzo 1875 – 17 maggio 1877      |
| Eugène Caillaux           | 17 maggio 1877 – 23 novembre 1877   |
| François-Ernest Dutilleul | 23 novembre 1877 – 13 dicembre 1877 |
| Léon Say                  | 13 dicembre 1877 – 28 dicembre 1879 |
| Pierre Magnin             | 28 dicembre 1879 – 14 novembre 1881 |
| François Allain-Targé     | 14 novembre 1881 – 30 gennaio 1882  |
| Léon Say                  | 30 gennaio 1882 – 7 agosto 1882     |
| Pierre Tirard             | 7 agosto 1882 – 6 aprile 1885       |
| Jean-Jules Clamageran     | 6 aprile 1885 – 16 aprile 1885      |
| Sadi Carnot               | 16 aprile 1885 – 3 dicembre 1886    |
| Albert Dauphin            | 3 dicembre 1886 – 30 maggio 1887    |
| Maurice Rouvier           | 30 maggio 1887 – 11 dicembre 1887   |
| Pierre Tirard             | 11 dicembre 1887 – 3 aprile 1888    |
| Paul Peytral              | 3 aprile 1888 – 22 febbraio 1889    |
| Maurice Rouvier           | 22 febbraio 1889 – 13 dicembre 1892 |
| Pierre Tirard             | 13 dicembre 1892 – 4 aprile 1893    |
| Paul Peytral              | 4 aprile 1893 – 3 dicembre 1893     |
| Auguste Burdeau           | 3 dicembre 1893 – 30 maggio 1894    |
| Raymond Poincaré          | 30 maggio 1894 – 26 gennaio 1895    |
| Alexandre Ribot           | 26 gennaio 1895 – 1º novembre 1895  |
| Paul Doumer               | 1º novembre 1895 – 23 aprile 1896   |
| Georges Cochery           | 23 aprile 1896 – 28 giugno 1898     |
| Paul Peytral              | 28 giugno 1898 – 22 giugno 1899     |
| Joseph Caillaux           | 22 giugno 1899 – 7 giugno 1902      |
| Maurice Rouvier           | 7 giugno 1902 – 17 giugno 1905      |
| Pierre Merlou             | 17 giugno 1905 – 7 marzo 1906       |
| Raymond Poincaré          | 7 marzo 1906 – 25 ottobre 1906      |
| Joseph Caillaux           | 25 ottobre 1906 – 24 luglio 1909    |
| Georges Cochery           | 24 luglio 1909 – 3 novembre 1910    |
| Louis-Lucien Klotz        | 3 novembre 1910 – 2 marzo 1911      |
| Joseph Caillaux           | 2 marzo 1911 – 27 giugno 1911       |
| Louis-Lucien Klotz        | 27 giugno 1911 – 22 marzo 1913      |
| Charles Dumont            | 22 marzo 1913 – 2 dicembre 1913     |
| Joseph Caillaux           | 2 dicembre 1913 – 17 marzo 1914     |
| René Renoult              | 17 marzo 1914 – 9 giugno 1914       |
| Étienne Clémentel         | 9 giugno 1914 – 13 giugno 1914      |
| Joseph Noulens            | 13 giugno 1914 – 26 agosto 1914     |
| Alexandre Ribot           | 26 agosto 1914 – 20 marzo 1917      |
| Joseph Thierry            | 20 marzo 1917 – 12 settembre 1917   |
| Louis-Lucien Klotz        | 12 settembre 1917 – 20 gennaio 1920 |
| Frédéric François-Marsal  | 20 gennaio 1920 – 16 gennaio 1921   |
| Paul Doumer               | 16 gennaio 1921 – 15 gennaio 1922   |
| Charles de Lasteyrie      | 15 gennaio 1922 – 29 marzo 1924     |
| Frédéric François-Marsal  | 29 marzo 1924 – 14 giugno 1924      |
| Étienne Clémentel         | 14 giugno 1924 – 3 aprile 1925      |
| Anatole de Monzie         | 3 aprile 1925 – 17 aprile 1925      |
| Joseph Caillaux           | 17 aprile 1925 – 29 ottobre 1925    |
| Georges Bonnet            | 29 ottobre 1925 – 28 novembre 1925  |
| Maurice Palmade           | 21 febbraio 1930 – 2 marzo 1930     |
| Louis Germain-Martin      | 2 marzo 1930 – 13 dicembre 1930     |
| Maurice Palmade           | 13 dicembre 1930 – 27 gennaio 1931  |
| François Piétri           | 27 gennaio 1931 – 20 febbraio 1932  |
| Maurice Palmade           | 3 giugno 1932 – 18 dicembre 1932    |
| Lucien Lamoureux          | 31 gennaio 1933 – 26 ottobre 1933   |
| Abel Gardey               | 26 ottobre 1933 – 26 novembre 1933  |
| Paul Marchandeau          | 26 novembre 1933 – 30 gennaio 1934  |
| Charles Spinasse          | 13 marzo 1938 – 10 aprile 1938      |

### Quarta Repubblica
| Ministro           | Mandato                           |
| ------------------ | --------------------------------- |
| Edgar Faure        | 2 luglio 1950 – 11 agosto 1951    |
| Pierre Courant     | 11 agosto 1951 – 8 marzo 1952     |
| Jean Moreau        | 8 gennaio 1953 – 21 maggio 1953   |
| Henri Ulver        | 18 luglio 1853 – 3 settembre 1954 |
| Jean Filippi       | 31 gennaio 1956 – 21 maggio 157   |
| Jean-Raymond Guyon | 17 giugno 1957 – 14 maggio 1958   |

### Quinta Repubblica
| Ministro delegato o segretario di Stato     | Incarico | Ministro di vigilanza     | Incarico                                                                                                   | Governo                | Mandato                              |
| ------------------------------------------- | --- | ------------------------- | --- | ---------------------- | ------------------------------------ |
| Valéry Giscard d'Estaing                    | Segretario di Stato per le finanze (funzioni assegnate il 20 gennaio 1959)                                                                | Antoine Pinay             | Ministro delle finanze e degli affari economici                                                            | Debré                  | 8 gennaio 1959 – 13 gennaio 1960     |
| Valéry Giscard d'Estaing                    | Segretario di Stato per le finanze (funzioni assegnate il 20 gennaio 1959)                                                                | Wilfrid Baumgartner       | Ministro delle finanze e degli affari economici                                                            | Debré                  | 13 gennaio 1960 – 18 gennaio 1962    |
| Nessuno                                     | Nessuno | Valéry Giscard d'Estaing  | Ministro delle finanze e degli affari economici                                                            | Debré                  | 18 gennaio 1962 – 14 aprile 1962     |
| Nessuno                                     | Nessuno | Valéry Giscard d'Estaing  | Ministro delle finanze e degli affari economici                                                            | Pompidou I             | 15 aprile 1962 – 11 settembre 1962   |
| Robert Boulin                               | Segretario di Stato per il bilancio | Valéry Giscard d'Estaing  | Ministro delle finanze e degli affari economici                                                            | Pompidou I             | 11 settembre 1962 – 28 novembre 1962 |
| Robert Boulin                               | Segretario di Stato per il bilancio | Valéry Giscard d'Estaing  | Ministro delle finanze e degli affari economici                                                            | Pompidou II            | 6 dicembre 1962 – 8 gennaio 1966     |
| Robert Boulin                               | Segretario di Stato per il bilancio | Michel Debré              | Ministro dell'economia e delle finanze                                                                     | Pompidou III           | 1º agosto 1966 – 4 gennaio 1967      |
| Robert Boulin                               | Segretario di Stato per l'economia e le finanze                                                                                           | Michel Debré              | Ministro dell'economia e delle finanze                                                                     | Pompidou IV            | 7 aprile 1967 – 31 maggio 1968       |
| Jacques Chirac                              | Segretario di Stato per l'economia e le finanze                                                                                           | Maurice Couve de Murville | Ministro dell'economia e delle finanze                                                                     | Pompidou IV            | 31 maggio 1968 – 10 luglio 1968      |
| Jacques Chirac                              | Segretario di Stato per l'economia e le finanze                                                                                           | François-Xavier Ortoli    | Ministro dell'economia e delle finanze                                                                     | Couve de Murville      | 12 luglio 1968 – 20 giugno 1969      |
| Jacques Chirac                              | Segretario di Stato per l'economia e le finanze                                                                                           | Valéry Giscard d'Estaing  | Ministro dell'economia e delle finanze                                                                     | Chaban-Delmas          | 22 giugno 1969 – 7 gennaio 1971      |
| Jean Taittinger                             | Segretario di Stato per il bilancio | Valéry Giscard d'Estaing  | Ministro dell'economia e delle finanze                                                                     | Chaban-Delmas          | 7 gennaio 1971 – 5 luglio 1972       |
| Jean Taittinger                             | Segretario di Stato per il bilancio | Valéry Giscard d'Estaing  | Ministro dell'economia e delle finanze                                                                     | Messmer I              | 6 luglio 1972 – 28 marzo 1973        |
| Jean-Philippe Lecat (dal 12 aprile 1973)    | Segretario di Stato | Valéry Giscard d'Estaing  | Ministro dell'economia e delle finanze                                                                     | Messmer II             | 5 aprile 1973 – 23 ottobre 1973      |
| Henri Torre                                 | Segretario di Stato | Valéry Giscard d'Estaing  | Ministro dell'economia e delle finanze                                                                     | Messmer II             | 23 ottobre 1973 – 27 febbraio 1974   |
| Henri Torre                                 | Segretario di Stato per il bilancio | Valéry Giscard d'Estaing  | Ministro di Stato, ministro dell'economia e delle finanze                                                  | Messmer III            | 01 marzo 1974 – 27 maggio 1974       |
| Christian Poncelet (dall'8 giugno 1974)     | Segretario di Stato per il bilancio | Jean-Pierre Fourcade      | Ministro dell'economia e delle finanze                                                                     | Chirac I               | 28 maggio 1974 – 25 agosto 1976      |
| Christian Poncelet                          | Segretario di Stato per il bilancio | Raymond Barre             | Primo ministro, ministro dell'economia e delle finanze                                                     | Barre I                | 27 agosto 1976 – 29 marzo 1977       |
| Christian Poncelet                          | Segretario di Stato per il bilancio | Michel Durafour           | Ministro delegato all'economia e alle finanze                                                              | Barre I                | 27 agosto 1976 – 29 marzo 1977       |
| Pierre Bernard-Reymond (dal 1º aprile 1977) | Segretario di Stato per il bilancio | Raymond Barre             | Primo ministro, ministro dell'economia e delle finanze                                                     | Barre II               | 30 marzo 1977 – 31 marzo 1978        |
| Pierre Bernard-Reymond (dal 1º aprile 1977) | Segretario di Stato per il bilancio | Robert Boulin             | Ministro delegato all'economia e alle finanze                                                              | Barre II               | 30 marzo 1977 – 31 marzo 1978        |
| Maurice Papon                               | Ministro del bilancio | Nessuno                   | Nessuno | Barre III              | 5 aprile 1978 – 13 maggio 1981       |
| Laurent Fabius                              | Ministro delegato al bilancio | Jacques Delors            | Ministro dell'economia e delle finanze                                                                     | Mauroy I               | 22 maggio 1981 – 22 giugno 1981      |
| Laurent Fabius                              | Ministro delegato al bilancio | Jacques Delors            | Ministro dell'economia e delle finanze                                                                     | Mauroy II              | 23 giugno 1981 – 22 marzo 1983       |
| Henri Emmanuelli (dal 24 marzo 1983)        | Segretario di Stato per il bilancio | Jacques Delors            | Ministro dell'economia, delle finanze e del bilancio                                                       | Mauroy III             | 22 marzo 1983 – 17 luglio 1984       |
| Henri Emmanuelli (dal 23 luglio 1984)       | Segretario di Stato per il bilancio | Pierre Bérégovoy          | Ministro dell'economia, delle finanze e del bilancio                                                       | Fabius                 | 19 luglio 1984 – 7 dicembre 1984     |
| Henri Emmanuelli (dal 23 luglio 1984)       | Segretario di Stato per il bilancio e il consumo                                                                                          | Pierre Bérégovoy          | Ministro dell'economia, delle finanze e del bilancio                                                       | Fabius                 | 7 dicembre 1984 – 20 marzo 1986      |
| Alain Juppé                                 | Ministro delegato al bilancio, portavoce del governo                                                                                      | Édouard Balladur          | Ministro di Stato, responsabile, dell'economia, delle finanze e della privatizzazione                      | Chirac II              | 20 marzo 1986 – 10 maggio 1988       |
| Nessuno                                     | Nessuno | Pierre Bérégovoy          | Ministro di Stato, ministro dell'economia, delle finanze e del bilancio                                    | Rocard I               | 12 maggio 1988 – 23 giugno 1988      |
| Michel Charasse                             | Ministro delegato al bilancio | Pierre Bérégovoy          | Ministro di Stato, ministro dell'economia, delle finanze e del bilancio                                    | Rocard II              | 28 giugno 1988 – 15 maggio 1991      |
| Michel Charasse                             | Ministro delegato al bilancio | Pierre Bérégovoy          | Ministro di Stato, ministro dell'economia, delle finanze e del bilancio                                    | Cresson                | 16 maggio 1991 – 2 aprile 1992       |
| Michel Charasse                             | Ministro del bilancio | Nessuno                   | Nessuno | Bérégovoy              | 2 aprile 1992 – 2 ottobre 1992       |
| Martin Malvy                                | Ministro del bilancio | Nessuno                   | Nessuno | Bérégovoy              | 2 ottobre 1992 – 29 marzo 1993       |
| Nicolas Sarkozy                             | Ministro del bilancio, portavoce del governo                                                                                              | Nessuno                   | Nessuno | Balladur               | 30 marzo 1993 – 19 luglio 1994       |
| Nicolas Sarkozy                             | Ministro del bilancio, portavoce del governo, responsabile, in via provvisoria, di esercitare le funzioni di ministro delle comunicazioni | Nessuno                   | Nessuno | Balladur               | 19 luglio 1994 – 19 gennaio 1995     |
| Nicolas Sarkozy                             | Ministro del bilancio, responsabile dell'esercizio delle funzioni di ministro delle comunicazioni                                         | Nessuno                   | Nessuno | Balladur               | 19 gennaio 1995 – 11 maggio 1995     |
| François d'Aubert                           | Segretario di Stato per il bilancio | Alain Madelin             | Ministro dell'economia e delle finanze                                                                     | Juppé I                | 18 maggio 1995 – 26 agosto 1995      |
| François d'Aubert                           | Segretario di Stato per il bilancio | Jean Arthuis              | Ministro dell'economia, delle finanze e della pianificazione                                               | Juppé I                | 26 agosto 1995 – 7 novembre 1995     |
| Alain Lamassoure                            | Ministro delegato al bilancio, portavoce del governo                                                                                      | Jean Arthuis              | Ministro dell'economia e delle finanze                                                                     | Juppé II               | 7 novembre 1995 – 2 giugno 1997      |
| Christian Sautter                           | Segretario di Stato per il bilancio | Dominique Strauss-Kahn    | Ministro dell'economia, delle finanze e dell'industria                                                     | Jospin                 | 4 giugno 1997 – 2 novembre 1999      |
| Florence Parly (dal 3 gennaio 2000)         | Segretario di Stato per il bilancio | Christian Sautter         | Ministro dell'economia, delle finanze e dell'industria                                                     | Jospin                 | 2 novembre 1999 – 27 marzo 2000      |
| Florence Parly (dal 3 gennaio 2000)         | Segretario di Stato per il bilancio | Laurent Fabius            | Ministro dell'economia, delle finanze e dell'industria                                                     | Jospin                 | 27 marzo 2000 – 6 maggio 2002        |
| Alain Lambert                               | Ministro delegato al bilancio | Francis Mer               | Ministro dell'economia, delle finanze e dell'industria                                                     | Raffarin I             | 7 maggio 2002 – 17 giugno 2002       |
| Alain Lambert                               | Ministro delegato al bilancio e alla riforma budgetaria                                                                                   | Francis Mer               | Ministro dell'economia, delle finanze e dell'industria                                                     | Raffarin II            | 17 giugno 2002 – 30 marzo 2004       |
| Dominique Bussereau                         | Segretario di Stato per il bilancio e la riforma budgetaria                                                                               | Nicolas Sarkozy           | Ministro di Stato, ministro dell'economia, delle finanze e dell'industria                                  | Raffarin III           | 31 marzo 2004 – 29 novembre 2004     |
| Jean-François Copé                          | Ministro delegato al bilancio e alla riforma budgetaria, portavoce del governo                                                            | Hervé Gaymard             | Ministro dell'economia, delle finanze e dell'industria                                                     | Raffarin III           | 29 novembre 2004 – 25 febbraio 2005  |
| Jean-François Copé                          | Ministro delegato al bilancio e alla riforma budgetaria, portavoce del governo                                                            | Thierry Breton            | Ministro dell'economia, delle finanze e dell'industria                                                     | Raffarin III           | 25 febbraio 2005 – 31 maggio 2005    |
| Jean-François Copé                          | Ministro delegato al bilancio e alla riforma dello Stato, portavoce del governo                                                           | Thierry Breton            | Ministro dell'economia, delle finanze e dell'industria                                                     | de Villepin            | 2 giugno 2005 – 15 maggio 2007       |
| Éric Woerth                                 | Ministro del bilancio, dei conti pubblici e della funzione pubblica (MBCPFP)                                                              | Nessuno                   | Nessuno | Fillon I               | 18 maggio 2007 – 18 giugno 2007      |
| Éric Woerth                                 | Ministro del bilancio, dei conti pubblici e della funzione pubblica (MBCPFP)                                                              | Nessuno                   | Nessuno | Fillon II              | 19 giugno 2007 – 23 giugno 2009      |
| Éric Woerth                                 | Ministro del bilancio, dei conti pubblici, della funzione pubblica e della riforma dello Stato                                            | Nessuno                   | Nessuno | Fillon II              | 23 giugno 2009 – 22 marzo 2010       |
| François Baroin                             | Ministro del bilancio, dei conti pubblici e della riforma dello Stato                                                                     | Nessuno                   | Nessuno | Fillon II              | 22 marzo 2010 – 13 novembre 2010     |
| François Baroin                             | Ministro del bilancio, dei conti pubblici, della funzione pubblica e della riforma dello Stato, portavoce del governo                     | Nessuno                   | Nessuno | Fillon III             | 14 novembre 2010 – 29 giugno 2011    |
| Valérie Pécresse                            | Ministro del bilancio, dei conti pubblici e della riforma dello Stato, portavoce del governo                                              | Nessuno                   | Nessuno | Fillon III             | 29 giugno 2011 – 10 maggio 2012      |
| Jérôme Cahuzac                              | Ministro delegato al bilancio | Pierre Moscovici          | Ministro dell'economia, delle finanze e del commercio estero                                               | Ayrault 1              | 16 maggio 2012 – 18 giugno 2012      |
| Jérôme Cahuzac                              | Ministro delegato al bilancio | Pierre Moscovici          | Ministro dell'economia e delle finanze                                                                     | Ayrault II             | 21 giugno 2012 – 19 marzo 2013       |
| Bernard Cazeneuve                           | Ministro delegato al bilancio | Pierre Moscovici          | Ministro dell'economia e delle finanze                                                                     | Ayrault II             | 19 marzo 2013 – 31 marzo 2014        |
| Christian Eckert (dal 9 aprile 2014)        | Segretario di Stato per il bilancio | Michel Sapin              | Ministro delle finanze e dei conti pubblici (fino al 30 agosto 2016) Ministro del'economia e delle finanze | Valls I                | 2 aprile 2014 – 25 agosto 2014       |
| Christian Eckert (dal 9 aprile 2014)        | Segretario di Stato per il bilancio | Michel Sapin              | Ministro delle finanze e dei conti pubblici (fino al 30 agosto 2016) Ministro del'economia e delle finanze | Valls II               | 26 agosto 2014 – 6 dicembre 2016     |
| Christian Eckert (dal 9 aprile 2014)        | Segretario di Stato per il bilancio | Michel Sapin              | Ministro dell'economia e delle finanze                                                                     | Cazeneuve              | 6 dicembre 2016 – 10 maggio 2017     |
| Gérald Darmanin                             | Ministro dell'azione e dei conti pubblici                                                                                                 | Nessuno                   | Nessuno | Philippe 1 Philippe II | 17 maggio 2017 – 3 luglio 2020       |
| Olivier Dussopt                             | Ministro eelegato ai conti pubblici | Bruno Le Maire            | Ministro dell'economia, delle finanze e della ripresa                                                      | Castex                 | 6 luglio 2020 – 20 maggio 2022       |
| Gabriel Attal                               | Ministro eelegato ai conti pubblici | Bruno Le Maire            | Ministro dell'economia, delle finanze e della sovranità industriale e digitale                             | Borne                  | 20 maggio 2022 – 20 luglio 2023      |
| Thomas Cazenave                             | Ministro eelegato ai conti pubblici | Bruno Le Maire            | Ministro dell'economia, delle finanze e della sovranità industriale e digitale                             | Borne                  | 20 luglio 2023 – in carica           |